# Torrelles (Prats i Sansor)
El Torrelles és una muntanya de 1.306 metres que es troba entre els municipis de Prats i Sansor i Riu de Cerdanya, a la comarca de la Baixa Cerdanya.